# 黃翱
黃翺（1460年—16世紀），字鵬舉，四川夔州府巫山縣人，明朝政治人物。

## 生平
黃翺是成化十九年（1483年）四川鄉試第七十名舉人，弘治十二年（1499年）成進士，任戶部主事，管理臨清鈔關。出任雲南臨安府知府，為政寬鬆平和、行事嚴密，操守和學行都有名聲，陞副使。

## 家族
曾祖黄义。祖黄从礼，府同知。父黄珪。母李氏。慈侍下。兄黄輔（義官）。弟黄弼（義官）。

## 引用
1. 1 2  光緒《夔州府志·卷二十七·人物志》：。
2. ↑  四庫全書《山東通志·卷二十五之一·職官志》：戶部分司……黃翺 湖廣巫山人……以上俱係臨清關督鈔分司，自宣德間起至崇禎間止
3. ↑  光緒《夔州府志·卷二十五·選舉志》：明進士……黃翺 巫山縣人，宏治十二年己未科倫文敘榜進士，厯任雲南臨安府知府……明舉人……黃翺 巫山縣人，成化十九年癸卯科舉人，厯任知府
4. ↑  龚延明主编. . 宁波: 宁波出版社. 2016. ISBN 978-7-5526-2320-8. 《天一閣藏明代科舉錄選刊.登科錄》之《弘治十二年己未科進士登科錄》